# Aggermühle (Reichshof)
Aggermühle ist ein Ort von insgesamt 106 Ortschaften der Gemeinde Reichshof im Oberbergischen Kreis im nordrhein-westfälischen Regierungsbezirk Köln in Deutschland. 

## Lage und Beschreibung
Die nächstgelegenen Zentren sind Gummersbach (13 km nordwestlich), Köln (61 km westlich) und Siegen (36 km südöstlich).
Die Ortschaft Aggermühle gehört zum Bezirk Eckenhagen. Der Ortsvorsteher des Bezirkes war 2005 Hans Krämer. Er unterstützt durch seine Tätigkeit die Gemeindeverwaltung bei der Erledigung seiner Aufgaben. Ein Ortsvorsteher ist ein Ehrenbeamter vom Gemeinderat.
| Bevölkerungsentwicklung | Bevölkerungsentwicklung |
| Jahr                    | Einwohner               |
| ----------------------- | ----------------------- |
| 1991                    | 9                       |
| 2005                    | 9                       |
| 2008                    | 8                       |
| 2017                    | 4                       |
| 2018                    | 7                       |
| 2019                    | 3                       |